# Janów (gmina w województwie katowickim)
Janów (Janów Śląski) – dawna gmina wiejska istniejąca w latach 1945–1951 w woj. śląskim i katowickim (dzisiejsze woj. śląskie). Siedzibą władz gminy był Janów (obecnie część Katowic).
Jako gmina jednostkowa (sprzed reformy gminnej w 1945) gmina Janów funkcjonowała także za II Rzeczypospolitej w latach 1922–39 w powiecie katowickim w woj. śląskim. 1 sierpnia 1924 wcielono do niej obszar dworski Giszowiec z osadami górniczymi Giszowiec i Nikiszowiec, z wyjątkiem obszaru z fabryką pasz (obecnie w tym miejscu mieści się fabryka porcelany), który wcielono do gminy Bogucice. Od tego momentu w skład gminy Janów wchodziły 3 miejscowości: Janów, Nikiszowiec i Giszowiec.
1 grudnia 1945 wraz z reformą gminną jednostka została przekształcona w nową gminę (de iure zbiorową) o charakterze jednostkowym o tych samych granicach w tymże powiecie w woj. śląskim (śląsko-dąbrowskim).
Według stanu z 1 stycznia 1946 gmina składała się z samej siedziby i przez to nie była podzielona na gromady. 6 lipca 1950 zmieniono nazwę woj. śląskiego na katowickie.
W związku z likwidacją powiatu katowickiego 1 kwietnia 1951 gmina Janów została zniesiona, a jej obszar włączony do Szopienic (a 31 grudnia 1959 wraz z nimi do Katowic).